# Polystichum hookerianum
Polystichum hookerianum är en träjonväxtart som först beskrevs av Presl, och fick sitt nu gällande namn av Carl Frederik Albert Christensen. Polystichum hookerianum ingår i släktet Polystichum och familjen Dryopteridaceae. Inga underarter finns listade.

## Bildgalleri

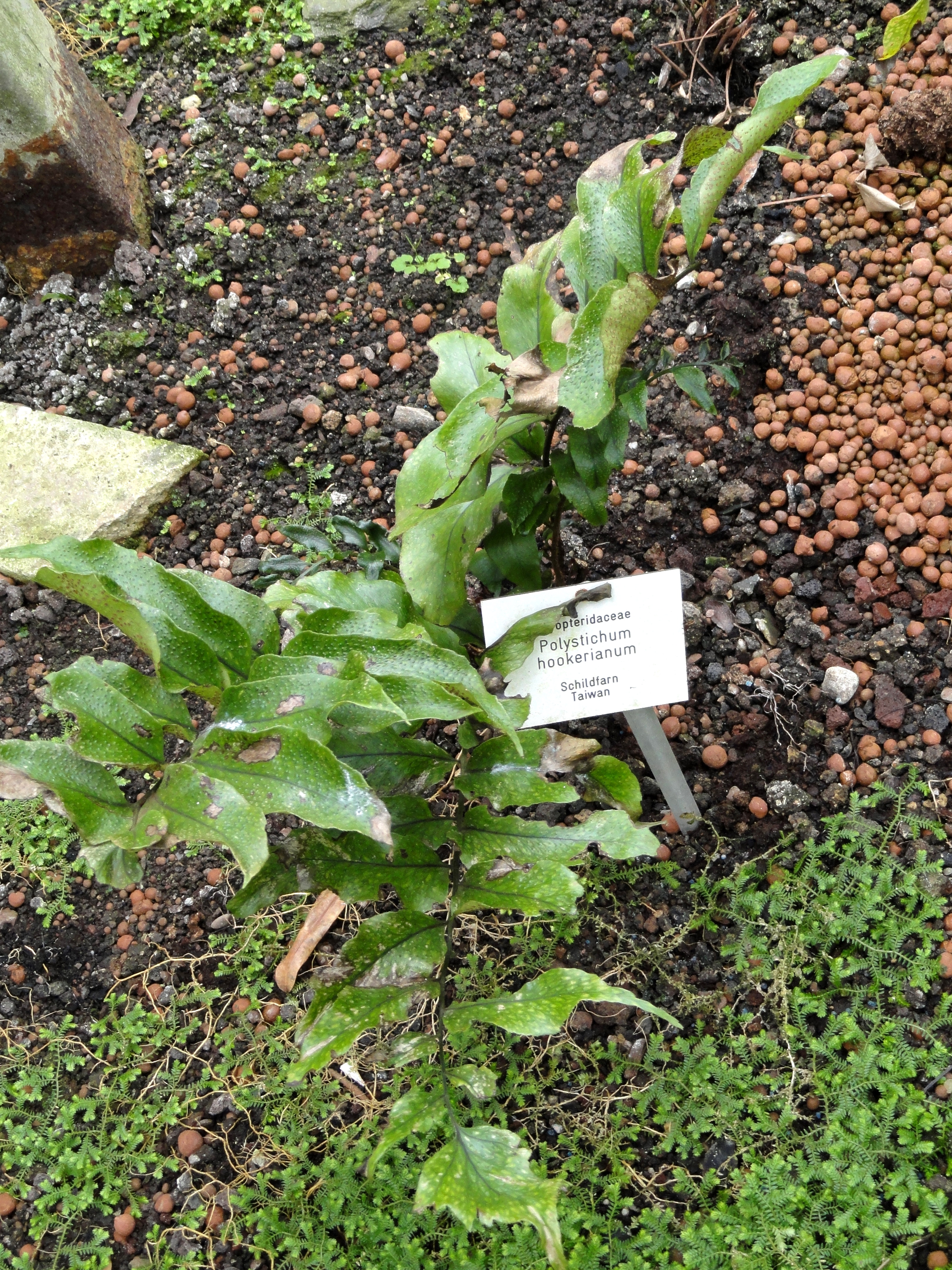